# Charleston (Arkansas)
Charleston település az Amerikai Egyesült Államok Arkansas államában, Franklin megyében, melynek megyeszékhelye is. Lakosainak száma 2588 fő (2020. április 1.).

## Népesség
A település népességének változása:

| 2010 | 2 494 |
| 2020 | 2 588 |